# BC Place Stadium
Het BC Place Stadium is een groot stadion met een koepeldak in Vancouver, Canada. Het bevindt zich aan de noordoever van de False Creek, heeft een capaciteit van 59.841 toeschouwers en is het thuisstadion van de Canadian football-club British Columbia Lions en de voetbalclub Vancouver Whitecaps (tussen 1986 en 2001 heetten zij de Vancouver 86ers). Van 1983 tot 1984 speelden de oorspronkelijke Vancouver Whitecaps in het stadion, alvorens de club ontbonden werd.
De bouw van het stadion begon in april 1981. Het stadion is ontworpen door Studio Phillips Barratt, Ltd en Stantec Architecture Ltd. In mei 1983 werd de bouw van het stadion afgerond. Het stadion werd op 19 juni 1983 geopend en kostte 126 miljoen Canadese dollar. Er vonden grondige renovatie plaats tussen 2008 en 2011. Waarbij in het eerste deel onder andere de stoelen werden vervangen. In de tweede fase werd het dak van het stadion vervangen door een dak dat open en dicht kan. In 2015 kwam er een kunstgrasveld te liggen.
Er vonden verschillende grote, soms internationale toernooien plaats. Zo werden in dit stadion de openings- en afsluitingsceremonie van de Olympische Winterspelen 2010 gehouden. Het was negen keer gastheer voor de finale van de Grey Cup, de finale van de Canadian Football League. Namelijk in 1983, 1986, 1987, 1990, 1994, 1999, 2005, 2011 en 2014. Het werd in 2015 gebruikt voor het wereldkampioenschap voetbal voor vrouwen. Er werden op dat toernooi vijf groepswedstrijden, twee achtste finales, een kwartfinale en de finale tussen de Verenigde Staten en Japan.
Dit is ook een van de stadions dat zal worden gebruikt voor het wereldkampioenschap voetbal 2026.